# Prestonia cayennensis
Prestonia cayennensis är en oleanderväxtart som först beskrevs av A. Dc., och fick sitt nu gällande namn av Marcel Pichon. Prestonia cayennensis ingår i släktet Prestonia och familjen oleanderväxter. Inga underarter finns listade i Catalogue of Life.